# Àngela Grassi de Cuenca
Àngela Grassi de Cuenca o Àngela Grassi i Techi (2 d'agost de 1826, segons alguns a Barcelona, Barcelonès, o segons d'altres a Crema, Itàlia - Madrid, 17 de setembre de 1883) fou una escriptora del Romanticisme amb tendències històriques i també col·laboradora de premsa i directora de revistes.
Descendia de pares italians establerts a Barcelona, motiu del dubte sobre el lloc de naixença. El seu pare fou Giovanni Grassi, músic major del cos d'artilleria, mort l'any 1866, la seva mare, Lucia Techi, morta a Barcelona l'any 1857. Aquell mateix any va marxar cap a Madrid acompanyant el seu germà i hi rebé el suport de Mesonero Romanos o Hartzenbusch, mentre començava a col·laborar activament en la premsa femenina.
El 1879 va contreure matrimoni amb el periodista i professor del Conservatori de Madrid Vicente Cuenca Sucherine, motiu pel qual l'escriptora és també coneguda com a Grassi de Cuenca.

## Activitat i col·laboracions a la premsa
El 1867 el seu germà va comprar la revista El Correo de la Moda, la publicació femenina més prestigiosa del segle xix, que oferia gravats, dibuixos de brodats, partitures de música per a piano..., en què hi col·laboraven Carolina Coronado, Gaspar Núñez de Arce, Pilar Sinués o Carlos Frontaura. La passà a dirigir Àngela Grassi, que en renovà el contingut.
També va continuar col·laborant en premsa, en què es publicaren algunes de les seves novel·les populars, com ara Los juicios del mundo (1882-1884) o El favorito de Carlos III (1884-1887). La seva participació fou molt activa en diverses publicacions com ara El Pensamiento, de Badajoz, que dirigia i inspirava Carolina Coronado; La Niñez, Los Niños, de Barcelona, Revista de Cataluña, La Ilustración Católica, El Vergel de Andalucía, de Córdoba, El Polichinela, El Anfión Matritense, El Pensil del Bello Sexo, Flores y Perlas, La Patria, Ellas, El Museo Pintoresco, La Aurora de la Vida, La Violeta, La Educanda, El Ángel del Hogar, que dirigia Pilar Sinués, El Cascabel, de Madrid, El recreo de las Familias, de València, La Madre de Familia, de Granada, El Museo Literario, de Sevilla, etc.

## Obra literària
La seva obra literària, molt variada, és de clara filiació romàntica. Els seus inicis són conreant els gèneres romàntics per excel·lenciaː el drama teatral i la poesia. I a començaments dels anys seixanta, ja a Madrid, es dedica gairebé exclusivament a la narrativa –la novel·la de costums, la novel·la històrica, el relat instructiu...–, un gènere que adquireix prestigi i en el qual hi troba un valor instructiu, moral, utilitari.
Pel que fa a la temàtica, Grassi busca en els temps històrics i llegendaris models útils per a un ensenyament moral, sempre revestit d'una gran riquesa literària. Malgrat la defensa del progrés, una certa desconfiança davant la possible desespiritualització de l'ésser humà la porta a empeltar la seva obra de la defensa del sentiment religiós –lluny del corrent positivista dominant en el panorama científic, intel·lectual i artístic–, dels valors morals conservadors i de l'acceptació de l'esquema jeràrquic de la societat del seu temps, en què la dona està relegada a un paper molt reduït, i per a la qual mira d'obrir una escletxa de creixement espiritual, tot i que no decididament intel·lectual.
Va escriure les novel·les següents: 
- El heroísmo de la amistad o Los Condes de Rocaberti (Barcelona, 1842);
- Un episodio de la guerra de los Siete Años (Barcelona, 1849);
- El bálsamo de las penas. Novela de costumbres (Madrid, 1863);
- El lujo (Madrid, 1865);
- El camino de la dicha (Madrid, 1866);
- Las riquezas del alma (premiada per la Reial Acadèmia Espanyola, Madrid, 1866);
- Los que no siembran no cogen (Madrid, 1866);
- La gota de agua (Madrid, 1875, Premi Rodríguez Cao);
- El copo de nieve. Novela de costumbres (Madrid, 1876);
- Marina (Madrid, 1877);
- El capital de la virtud. Novela de costumbres (Valencia, 1877);
- Marina. Narración histórica (Madrid, 1877);
- La dicha de la tierra. Novela histórica (Madrid, 1881);
- Los juicios del mundo. Novela de costumbres (El Correo de la Moda, 1882-84);
- El favorito de Carlos III. Novela histórica. (1884-1887);
- El lujo. Novela de costumbres (Palma, 1886);
- El último rey de Armenia;
- Espigas y amapolas;
- La paloma del diluvio.

I les obres dramàtiques:
- Lealtad á un juramento, ó Crimen y expiación (Barcelona, 1842, drama estrenat al Teatre de la Santa Creu);
- León ó los dos rivales;
- Amor y orgullo;
- Los últimos dies de un reinado;
- Il proscritto di Altemburgo, drama líric al qual posà música el seu germà, Carles Grassi;
- el drama El principe de Bretaña.

A més, va escriure:
- Poesías (Madrid,1851);
- Manual de urbanidad para uso de la juventud de ambos sexos (Madrid, 1862);
- El primer año de matrimonio. Cartas a Julia (Barcelona, 1877);
- El ángel del hogar. Estudios morales acerca de la mujer (Madrid, 1874);
- Palmas y laureles. Lecturas instructivas (Barcelona, 1884, aplec de narracions didàctiques, aprovat com a llibre de text a Veneçuela);
- Cuentos pintorescos (Barcelona, 1886).